# چوی هیو اون
چوی هیو اون (کره‌ای: 최효은؛ زادهٔ ۲ مارس ۱۹۹۴) بازیگر اهل کره جنوبی است. از مجموعه‌های تلویزیونی که در آنها ایفای نقش کرده‌است می‌توان به مبارزه برای راهم و درخشش باران اشاره کرد.